# Fujiyoshida
Fujiyoshida (富士吉田市?, Fujiyoshida-shi) è una città giapponese della prefettura di Yamanashi.

## Amministrazione

### Gemellaggi
- Colorado Springs, Stati Uniti dal 1962
- Chamonix-Mont-Blanc, Francia dal 1978